# Vladimir Vokhmianin
Vladimir Vokhmianin, né le 27 janvier 1962 à Temirtau, est un tireur sportif kazakh.

## Carrière
Vladimir Vokhmianin participe aux Jeux olympiques d'été de 1992 à Barcelone sous les couleurs de l'Équipe unifiée. Il remporte à cette occasion la médaille de bronze dans l'épreuve du pistolet 25 mètres. Aux Jeux olympiques d'été de 1996 à Atlanta, il concourt pour le Kazakhstan et remporte la médaille de bronze dans la même épreuve.